# Веспасий Поллион
Веспа́сий Поллио́н (лат. Vespasius Pollio; I век до н. э.) — древнеримский военный деятель из неименитого плебейского рода Веспасиев. Известен, в первую очередь, как дед императора Веспасиана.

## Биография
Известно, что Поллион происходил из знатного всаднического рода из умбрийского города Нурсия. По рассказу Светония, по дороге из Нурсии в Сполетий существовало местечко под названием Веспасий, где находилось множество памятников рода Веспасиев.
Веспасий Поллион трижды занимал должность военного трибуна, а также был префектом лагеря.
В браке с неизвестной женщиной у него была дочь Веспасия Полла, ставшая матерью будущего императора Веспасиана, и сын — сенатор преторского ранга.